# Archidiocèse de Narbonne
Ne pas confondre avec l'actuel diocèse de Carcassonne et Narbonne.
L'archidiocèse de Narbonne (en latin : Archidioecesis Narbonensis) est un ancien archidiocèse métropolitain de l'Église catholique en France.

## Histoire
Le diocèse de Narbonne (en latin : Dioecesis Narbonensis) est érigé au IVe siècle.
Au Ve siècle, vers 445, il est élevé au rang d'archidiocèse métropolitain.
Dans le cadre de l’éradication de l’hérésie cathare, les extrémités nord et sud du diocèse sont détachées le 18 février 1318 par le pape Jean XXII pour créer deux nouveaux diocèses suffragants avec pour sièges l'abbaye d'Alet et l'abbaye de Saint-Pons-de-Thomières.
Par la bulle Potestam ligandi de novembre 1097, Urbain II reconnaît à l'archevêque de Narbonne, Bertrand, et à ses successeurs, le titre de primat, avec juridiction sur les deux provinces de Narbonnaise, à savoir : les provinces ecclésiastiques de Narbonne et d'Aix. L'archevêque de Narbonne obtient ainsi le titre de primat des Narbonnaises.
Au cours des XIIIe et XIVe siècles, les archevêques de Narbonne ont élevé 18 châteaux sur leurs terres, dont ceux de Montels (en ruine et inscrit en 2012) et de Capestang (classé en 1995).
À la suite du Concordat de 1801, le siège archiépiscopal est supprimé et le territoire de l'archidiocèse est partagé entre le diocèse de Carcassonne, qui couvre alors les départements de l'Aude et des Pyrénées-Orientales, et le diocèse de Montpellier, qui couvre alors les départements de l'Hérault et du Tarn.
Par la bulle Paternae caritatis du 6 octobre 1822, l'archevêque de Toulouse est autorisé à relever le titre d'archevêque de Narbonne.
Le 14 juin 2006, le titre du siège supprimé de Narbonne est transféré au diocèse de Carcassonne qui prend son nom actuel de diocèse de Carcassonne et Narbonne.

## Diocèses suffragants médiévaux

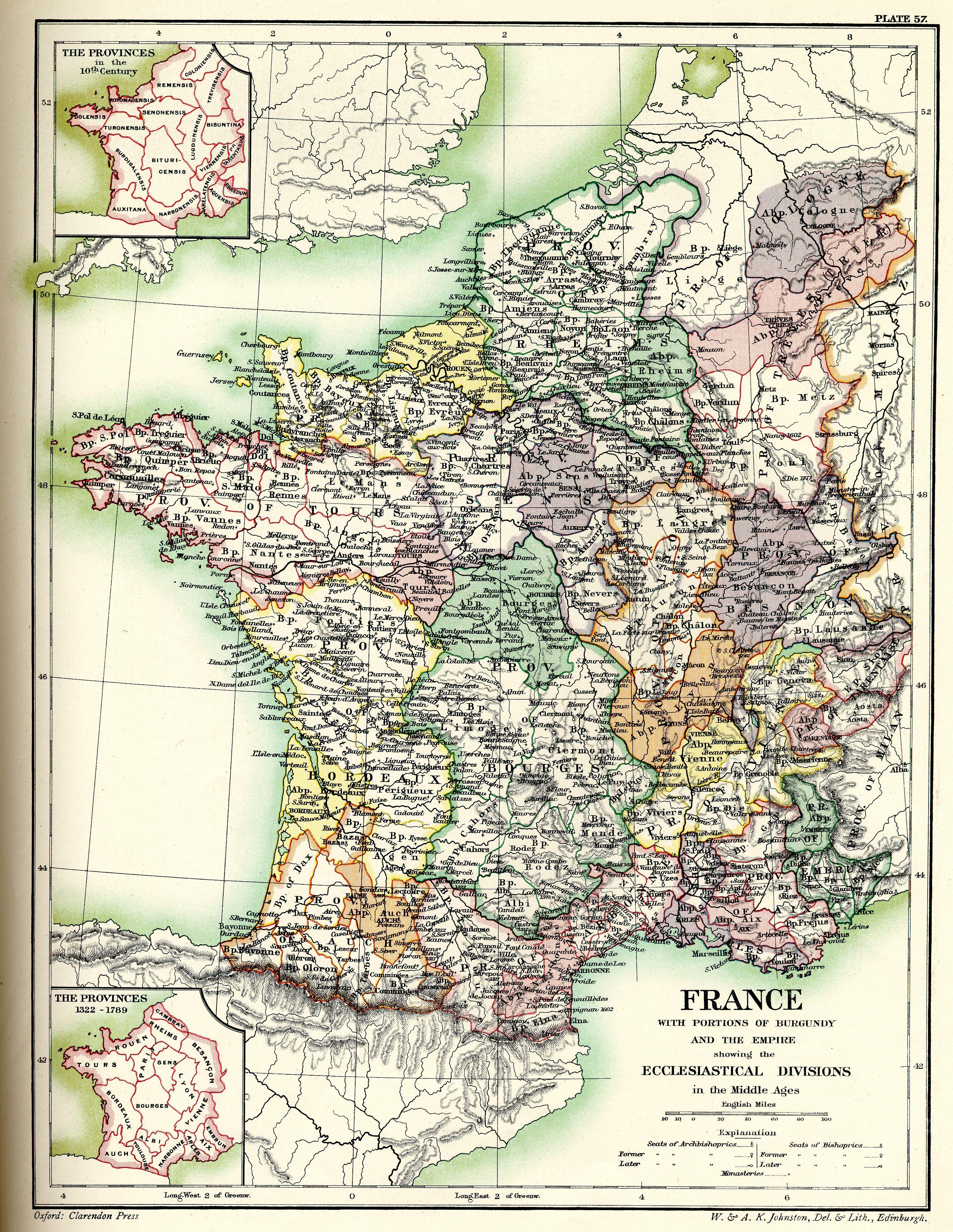
Extension des diocèses médiévaux en France

- Diocèse d'Agde
- Diocèse d'Alès
- Diocèse d'Alet
- Diocèse de Béziers
- Diocèse de Carcassonne
- Diocèse d'Elne
- Diocèse de Lodève
- Diocèse de Maguelone
- Diocèse de Nîmes
- Diocèse de Saint-Pons
- Diocèse de Toulouse
- Diocèse d'Uzès

## Territoire
À la veille de la Révolution française, l'archidiocèse de Narbonne confinait : au nord, avec les diocèses de Saint-Papoul, de Carcassonne, de Lavaur et de Saint-Pons ; à l'est, avec celui de Béziers ; et, au sud, avec ceux de Perpignan et l'Alet ; et, l'ouest, avec celui de Mirepoix.
Il était divisé en six archiprêtrés : Razès, Termenois, Roquefort, Montbrun, Minervois et Narbonnais.

## Evêques et archevêques
- Liste des évêques métropolitains puis archevêques de Narbonne
- Liste des archevêques de Toulouse, qui relèvent le titre d'archevêque de Narbonne de 1822 à 2006
- Liste des évêques de Carcassonne et Narbonne, à partir de 2006